# Diplopeltoides lucanicus
Diplopeltoides lucanicus (syn. Diplopeltula lucanica) is een rondwormensoort uit de familie van de Diplopeltidae. De wetenschappelijke naam van de soort is voor het eerst geldig gepubliceerd in 1977 door Boucher & Helléouët.